# Franciszek Jacek Lé Livec de Trésurin
Franciszek Jacek Lé Livec de Trésurin SJ, (fra.) François-Hyacinthe Lé Livec de Trésurin (ur. 5 maja 1726 w Quimper, zm. 2 września 1792 w Paryżu) – błogosławiony Kościoła katolickiego, męczennik, ofiara prześladowań katolików okresu francuskiej rewolucji.
Do Towarzystwa Jezusowego wstąpił w Paryżu 29 wrześniu 1741. Złożył śluby zakonne i podjął naukę w Lycée Louis-le-Grand, a następnie studia filozoficzne w Amiens i teologiczne w Rouen. Po przyjęciu święceń kapłańskich pracował w Rouen, a następnie przeniesiony został do Bretanii, gdzie prowadził działalność dydaktyczną jako wykładowca filozofii w Vannes. W momencie kasaty zakonu pełnił obowiązki kwestora w Brest. Od 1762 roku przebywał we Włoszech i Niemczech ucząc języka francuskiego, fizyki i matematyki. Gdy wrócił do ojczyzny, został kapelanem szpitala w Tours, a później w Paryżu kapelanem Zgromadzenia Córek Kalwarii (kalwarianek). 1791 roku odmówił złożenia przysięgi na cywilną konstytucję kleru i w rok później 10 sierpnia 1792 roku został aresztowany. Uwięziono go w więzieniu La Force. Zamordowany został 2 września.
Był jedną z ofiar tak zwanych masakr wrześniowych, w których zginęło 300 duchownych, ofiar nienawiści do wiary (łac) odium fidei.
Dzienna rocznica śmierci jest dniem kiedy wspominany jest w Kościele katolickim, zaś jezuici wspominają go także 19 stycznia.
Franciszek Jacek Lé Livec de Trésurin znalazł się w grupie 191 męczenników z Paryża beatyfikowanych przez papieża Piusa XI 17 października 1926.